# 박스 트럭
박스 트럭(영어: box truck, box van, cube van, bob truck, cube truck) 또는 탑차(塔車)는 박스 모양의 유개 화물칸을 갖춘 화물차를 뜻한다. 일반적인 카고트럭에 비해 날씨 영향을 덜 받으며 냉장기와 냉동기를 설치할 수 있는 장점이 있다.

## 종류
탑차에는 다음과 같은 종류가 있다.
- 내장탑차: 탑차의 일반적인 형태로서 화물이 겉으로 드러나지 않게 안에 보관할 수 있는 벽과 지붕을 갖춘 형태이다.
- 냉장탑차/냉동탑차: 냉장기와 냉동기를 추가한 탑차로서 주로 아이스크림과 같이 냉동을 요하는 식품이나 우유 등을 운반하기 위해 제작되는 탑차이다. 탑차안이 항상 냉장/냉동이 잘 돼야 하기에 단열이 잘되는 것이 중요한 차량이며 최근에는 화물칸의 안쪽에 칸막이를 두어 앞쪽은 냉동을 하고 뒤쪽은 냉장을 하는 냉장/냉동 겸용 탑차도 나오고 있다.
- 보냉탑차: 전체적으로 단열이 잘되어 외부의 열을 차단할 수 있도록 만든 탑차이다. 외형은 내장탑차와 동일하나 냉동탑차의 화물칸 패널을 사용한 탑차다.
- 익스탑차: 주로 이삿짐 운반에 적합하도록 만든 탑차로 탑차의 앞쪽이 불룩 튀어나온 탑차다. 이삿짐 차량에 주로 쓰이는 탑차다.
- 윙바디: 일반적인 탑차의 단점을 보완한 것으로 한번에 대량의 화물을 운반할 수 있는 장점을 갖춘 탑차의 형태다. 냉기가 쉽게 빠져나가 단열에는 불리하다는 단점이 있어 냉장/냉동탑차로는 적합하지 않지만 최근엔 냉장/냉동윙바디 등 보냉윙바디도 나오고 있다. 주로 일반적인 화물이나 공산품을 운송하는데 많이 사용되나 맥주, 계란 등 식자재 운반에도 쓰인다.
- 다용도탑차: 다용도로 활용할 수가 있는 탑차로서 보통 화물칸의 벽면을 접이식으로 구성해 쉽게 열 수가 있도록 한 형태의 탑차다.
- 미닫이탑차: 벽면 전체가 미닫이로 되어 있어서 윙바디나 다용도탑차처럼 부피가 큰 화물도 적재할 수가 있다. 개별포장방식을 이용하는 쿠팡카가 있다.
- 호루탑차: 카고트럭의 형태에서 호루를 씌워 만든 탑차로서 호루를 통해 안에 있는 화물을 보호하는 형식의 탑차다. 호루탑차중에는 윙바디 형식의 탑차를 그대로 답습한 호루윙바디란 탑차도 존재한다.
- 푸드트럭:길거리에서 간단한 먹거리를 파는 화물차로 푸드 트럭도 탑차형태로 존재한다.

## 같이 보기
- 트럭
- 상용차